# Suduhum

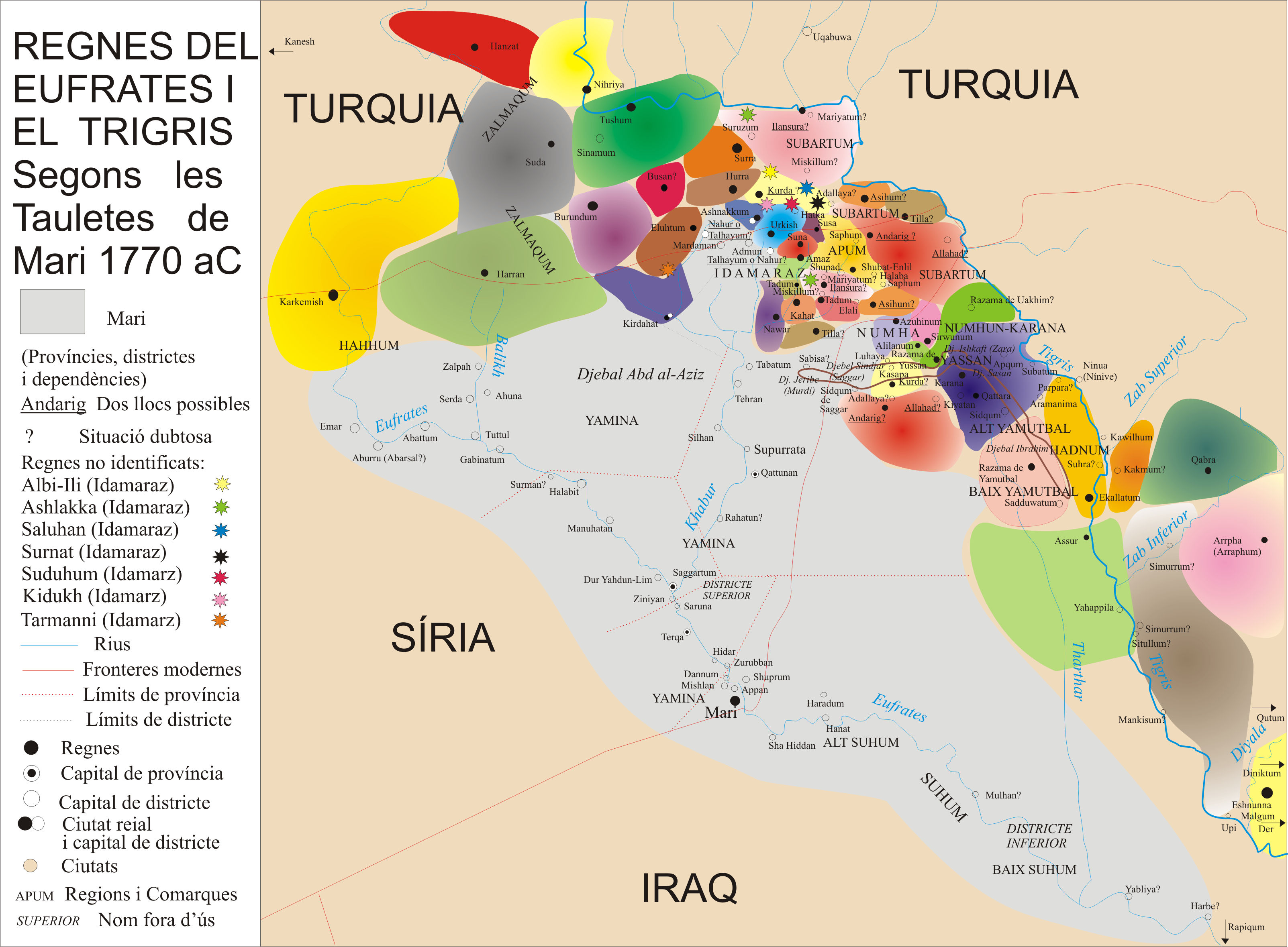
Mapa

Suduhum (Shuduhum o Šuduhum) fou un antic regne o ciutat estat de la zona del triangle del Khabur, probablement a l'oest de Shubat-Enlil o d'Ashnakkum.
S'esmenta a les tauletes de Mari. Com a reis apareixen Amud-Pa (una variant del nom Amar-pul, o Amur-pi-el o Amud-pa-ila), Hammi-Kun i Itur Malik. Aquest darrer va visitar al seu aliat Zimrilim de Mari juntament amb altres tres reis: Shubram de Kirdahat, Tamarzi de Tarmanni i Sammetar d'Ashnakkum, vers 1770 aC.